# Ratier-Figeac

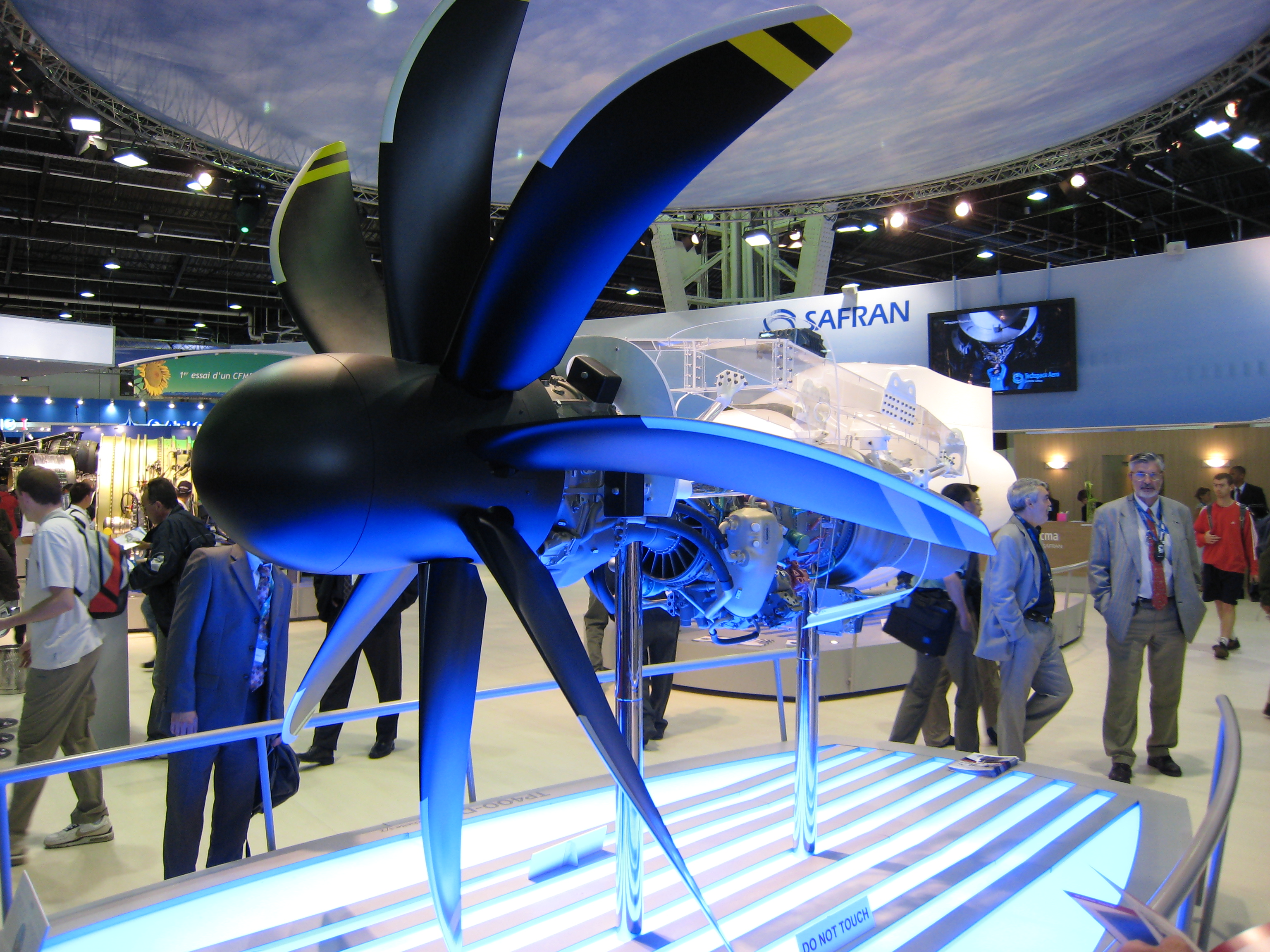
EuroProp International TP400-D6 mit Propeller FH-386 auf der Paris Air Show, 2007

Ratier-Figeac ist ein französisches Unternehmen mit Hauptsitz in Figeac, Frankreich, es war der erste Propeller-Hersteller weltweit. Es ist ein Tochterunternehmen der US-amerikanischen United Technologies Corporation. Heute ist die Firma Zulieferer der Luftfahrtindustrie und stellt unter anderem die Propeller für den Airbus A400M her.

## Produkte
- Propeller
  - MA60 für ATR42/72, C295 und Iljuschin Il-114
  - NP2000 für Grumman E-2 Hawkeye und Grumman C-2 Greyhound
  - FH-386 für A400M
- Cockpitsystem und Kabinenausstattung
- Trimmbare Stabisilatoren (Trimmable Horizontal Stabilizer Actuators - THSA)
- Hubschrauberteile
- Servicedienstleistungen